# 7344 Summerfield
7344 Summerfield è un asteroide della fascia principale. Scoperto nel 1992, presenta un'orbita caratterizzata da un semiasse maggiore pari a 2,5885783 UA e da un'eccentricità di 0,1109810, inclinata di 14,30429° rispetto all'eclittica.